# Estádio Municipal de Águeda
O Estádio Municipal de Águeda é onde se realizam os jogos da equipa sénior de futebol do Recreio Desportivo de Águeda e das suas equipas de atletismo. 
O estádio foi inaugurado a 10 de abril de 1974 e mais tarde renovado tendo em conta a possibilidade em sediar uma ou mais Seleções do Euro 2004. A edificação do novo estádio no mesmo local implicou a demolição das infraestruturas existentes e em 2003 foram construídas novas bancadas em três setores totalizando uma capacidade final de 10 000 lugares sentados.
Aqui estão algumas das características do Complexo onde o estádio está inserido:
1. capacidade para 10.000 espetadores;
2. Instalação desportiva, com dois grandes campos de jogos;
3. 7 Balneários de apoio aos campo;
4. Ginásio, sauna e 2 tanques de hidromassagem;
5. Estacionamento para 1500 automóveis e 10 autocarros;
6. Campo principal, em relva natural, com as medidas de 105 m x 68 m Capacidade para 10.000 espectadores, 9.800 sentados, sendo que 4.250 são em bancada coberta;
7. Iluminação noturna de 1600 lux, permitindo jogos televisionados;
8. 2 Campos secundário, em relva sintética, com as medidas de 102m x 64m, com mini bancada de apoio e com marcações para futebol de onze e para futebol de sete ( 2 campos de jogo em cada campo).

A 29 de maio de 2004 foi palco de um jogo amigável entre a Seleção Nacional e a Seleção Luxemburguesa de preparação para o Campeonato Europeu de Futebol de 2004.